# Antoni Borrell Pujol
Antoni Borrell Pujol   (Barcelona, 1927 - Baldomar, 2 d'abril de 2024) va ser un dibuixant de còmic, escultor i ceramista autodidacte català.

## Biografia
Com a dibuixant, Antoni Borrell es va donar a conèixer als anys 1950 amb la sèrie Tamar i va continuar col·laborant amb Toray en les seves col·leccions de novel·les gràfiques com Azucena, Átomo Kid, Sargento Tigre, Hazañas bélicas i Brigada secreta. També va il·lustrar algunes de les històries de les conegudes aventures d'Els Hollister d'Andrew E. Svenson, tot un fenomen de la literatura per a joves. Posteriorment, va treballar per a la coneguda editorial Bruguera, per la qual dibuixaria aventures per a la col·lecció Historias.
Als anys setanta va treballar al mercat internacional a través d'agències com Bardon Art i Comundi; també va fundar el seu propi taller d'autors, l'Studio B, que va funcionar com agència literària. La seva obra es va publicar en diferents capçaleres britàniques, com Valentine, Heartbet Romances, Commando, Secret Dreams Romances o Picture Romance on també hi va publicar traduccions dels còmics que havia fet per les editorials espanyoles. Més endavant va il·lustrar històries d'horror destinades al mercat dels EUA, com Nightmare, Psycho o Scream, que també apareixerien en l'editorial Vilmar.
Aficionat a l'arqueologia, Borrell va fundar el Museu Arqueològic i Paleontològic de Baldomar (Artesa de Segre) en 1970. Com a artista plàstic i ceramista ha realitzat retrats, pintura mural (esglésies de Baldomar, Torregrossa i Pallargues) i l'escultura monumental al General Moragues (1998) que es pot veure als Jardins de l'Ajuntament de La Pobla de Segur.

## Obra
Algunes de les sèries de còmic on l'autor ha participat en part o la seva totalitat.  [Consulta: 12 abril 2024].
| Any       | Títol                       | Guionista               | Tipus               | Publicació              |
| --------- | --------------------------- | ----------------------- | ------------------- | ----------------------- |
| 1961-1966 | Tamar                       | Ricardo Acedo           | Serial              | Toray                   |
| 1963      | Las mariposas también matan | Eugenio Sotillos        | Còmic autoconclusiu | Brigada Secreta núm. 16 |
| 1965      | La araña cierra sus mallas  | Salvador Dulcet         | Còmic autoconclusiu | Espionaje núm. 2        |
| 1968      | Capitán Stapleton           | Eugenio Sotillos        | Sèrie               | Aventuras               |
| 1970      | Safari en África            | Enrique Sánchez Pascual | Sèrie               | Gran Pulgarcito         |
| 1971      | El Volcán de Oro            |                         | Sèrie               | Tío Vivo                |